# Tsipa
La Tsipa (en russe : Ципа) est une rivière de Russie qui coule en république autonome de Bouriatie puis dans l'oblast d'Irkoutsk, en Sibérie orientale. C'est un affluent de la rivière Vitim en rive gauche, donc un sous-affluent de la Léna.

## Géographie
La Tsipa naît sur le versant oriental des monts Ikat et parcourt des régions montagneuses isolées. La rivière draine la partie nord du plateau de Vitim et le versant méridional des monts Ioujno-Mouïsk ou Mouïsk méridionaux, eux-mêmes partie méridionale des monts Stanovoï.
La Tsipa se dirige d'abord vers le nord-est, empruntant le rift Baount-Tsipa et longeant au sud les monts Mouïsk méridionaux. Au niveau de la localité de Ouïou, la rivière effectue un coude brusque en direction du sud-sud-est, traversant alors ce que l'on appelle les monts Babanty (горы Бабанты) qui font en fait partie du plateau de Vitim. En fin de parcours, elle reprend la direction du nord-est puis se jette dans le Vitim en rive gauche. 
La Tsipa traverse plusieurs lacs disposés en chaîne, dans la partie supérieure de son parcours dans la faille Baount-Tsipa, sur le plateau de Vitim. Le plus important d'entre eux est le lac Baount, dans lequel se jette également son affluent, la rivière Tsipikan. Les lacs sont nombreux dans l'ensemble de la partie supérieure de son bassin.
Son cours est fréquemment entrecoupé de rapides, surtout dans sa traversée des monts Babanty. 
Dans son parcours, la Tsipa ne traverse pas de centres urbains importants. En règle générale, la rivière est prise par les glaces d'octobre à mai.
Avec une superficie de 42 200 km2, le bassin versant de la rivière équivaut à la surface du Danemark ou de la Suisse.

## Affluents
Ses principaux affluents sont :
- Le Tsipikan (rive droite)
- L'Amalat (rive droite)
  - Le Maly Amalat (rive gauche)
- L'Aktragda

## Hydrométrie - Les débits à Z. Oujou
Le débit de la Tsipa a été observé pendant 30 ans (sur la période 1961-1990) à Z. Oujou, localité située 286 km de son confluent avec le Vitim et à une altitude de 1046 mètres. 
Le débit inter annuel moyen ou module observé à Z. Oujou durant cette période était de 105,03 m3/s pour une surface drainée de 15 600 km2, c'est-à-dire moins de 40 % du bassin versant de la rivière qui en compte 42 200, les débits de ses deux plus importants affluents le Tsipikan et l'Amalat étant exclus de ce chiffre. 
La lame d'eau écoulée dans cette portion de bassin atteint ainsi le chiffre de 210 millimètres par an, chiffre qui doit être considéré comme plutôt élevé et correspond aux mesures faites sur les autres cours d'eau de la région. 
La période des hautes eaux a lieu de juin à mi-octobre. Les basses eaux se déroulent d'octobre à mi-mai, ce qui correspond à l'hiver et à ses importantes gelées qui affectent toute la région, et surtout les zones montagneuses. Le débit moyen mensuel observé en mars et qui constitue le minimum d'étiage est de 0,66 m3/s. Le débit moyen du mois de juillet (maximum de l'année) se monte à 314,84 m3/s), ce qui montre l'importance des variations saisonnières. Sur la période d'observation de 30 ans, le débit mensuel maximal s'est élevé à 788 m3/s en aout 1973.
En considérant la seule période estivale, libre de glaces (de juin à septembre inclus), le débit mensuel minimal observé a été de 41,9 m3/s en août 1987, niveau restant satisfaisant. Un débit mensuel estival inférieur à 40 m3/s est exceptionnel. 

### Cumul des débits de la Tsipa et du Tsipikan
Le débit inter annuel moyen observé sur une période de 30 ans était de 141,93 m3/s pour une surface drainée de 21 600 km2, c'est-à-dire la moitié du bassin versant de la rivière qui en compte 42 200. 

## Galerie

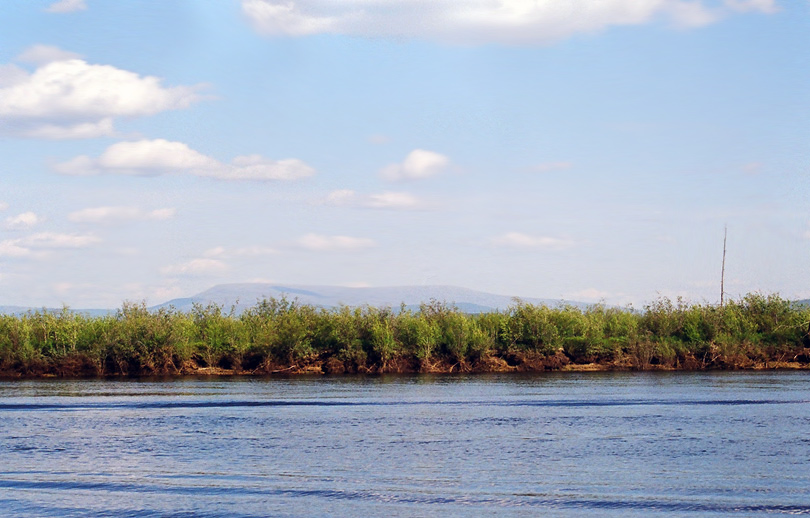
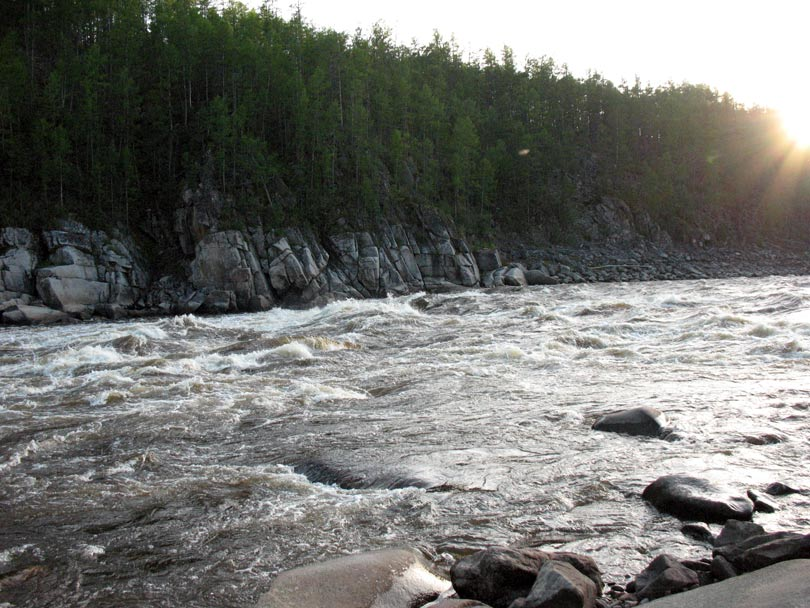
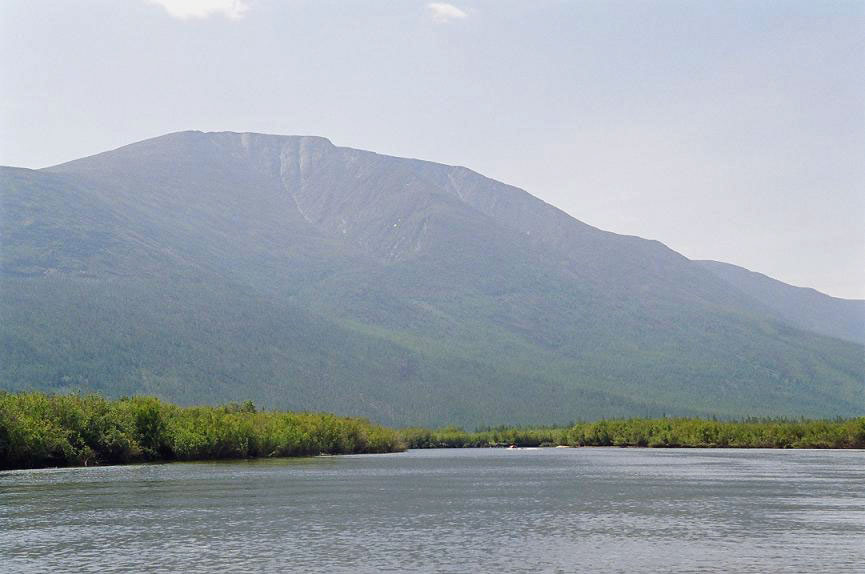